# کافو (بازیکن فوتبال، زاده ۱۹۹۳)
کارلوس میگل ریبیرو دیاز مشهور به کافو (انگلیسی: Cafú؛ زادهٔ ۲۶ فوریهٔ ۱۹۹۳) بازیکن فوتبال اهل پرتغال است که برای باشگاه تراکتور تبریز بازی می‌کند.
از باشگاه‌هایی که در آن بازی کرده‌است می‌توان به باشگاه فوتبال بنفیکا بی، باشگاه فوتبال ویتوریا گیماریش بی و باشگاه فوتبال ویتوریا گیماریش اشاره کرد.
وی همچنین در تیم‌های ملی فوتبال زیر ۱۶ سال، زیر ۱۷ سال، زیر ۱۸ سال، زیر ۱۹ سال و زیر ۲۰ سال پرتغال بازی کرده‌است.

## زندگی شخصی
کافو در گیماریش پرتغال به دنیا آمد اما نسب او به گینه بیسائو می‌رسد.

## دوران ملی
کافو ۲۷ بازی ملی برای تیم ملی پرتغال از رده زیر ۱۶ سال تا زیر ۲۰ سال انجام داد. او بخشی از تیم زیر ۱۹ سال بود که در مسابقات قهرمانی اروپا ۲۰۱۲ شرکت کرد.